# Wandheizung

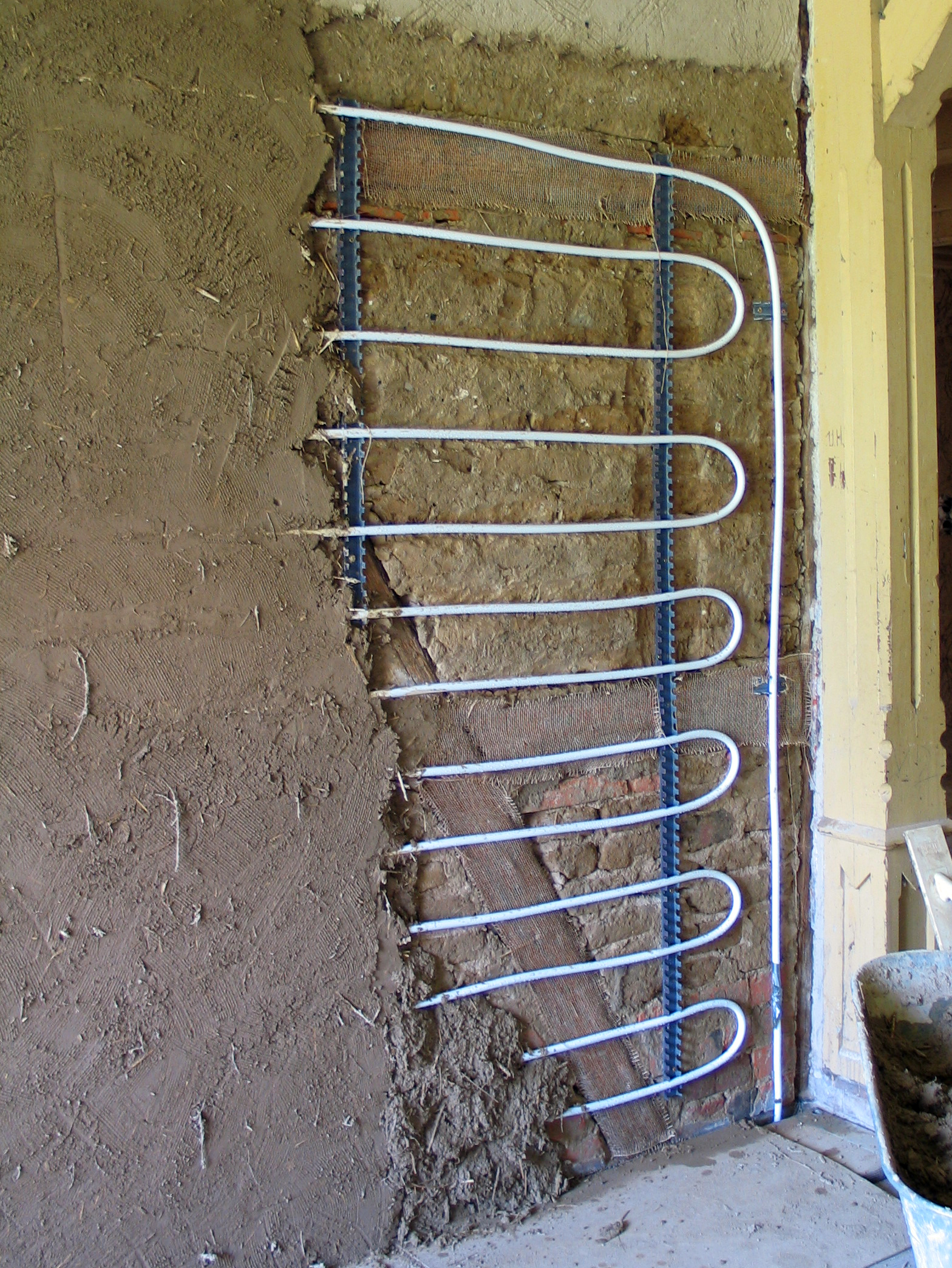
Kunststoff-Aluminiumrohr mit Lehm verputzt

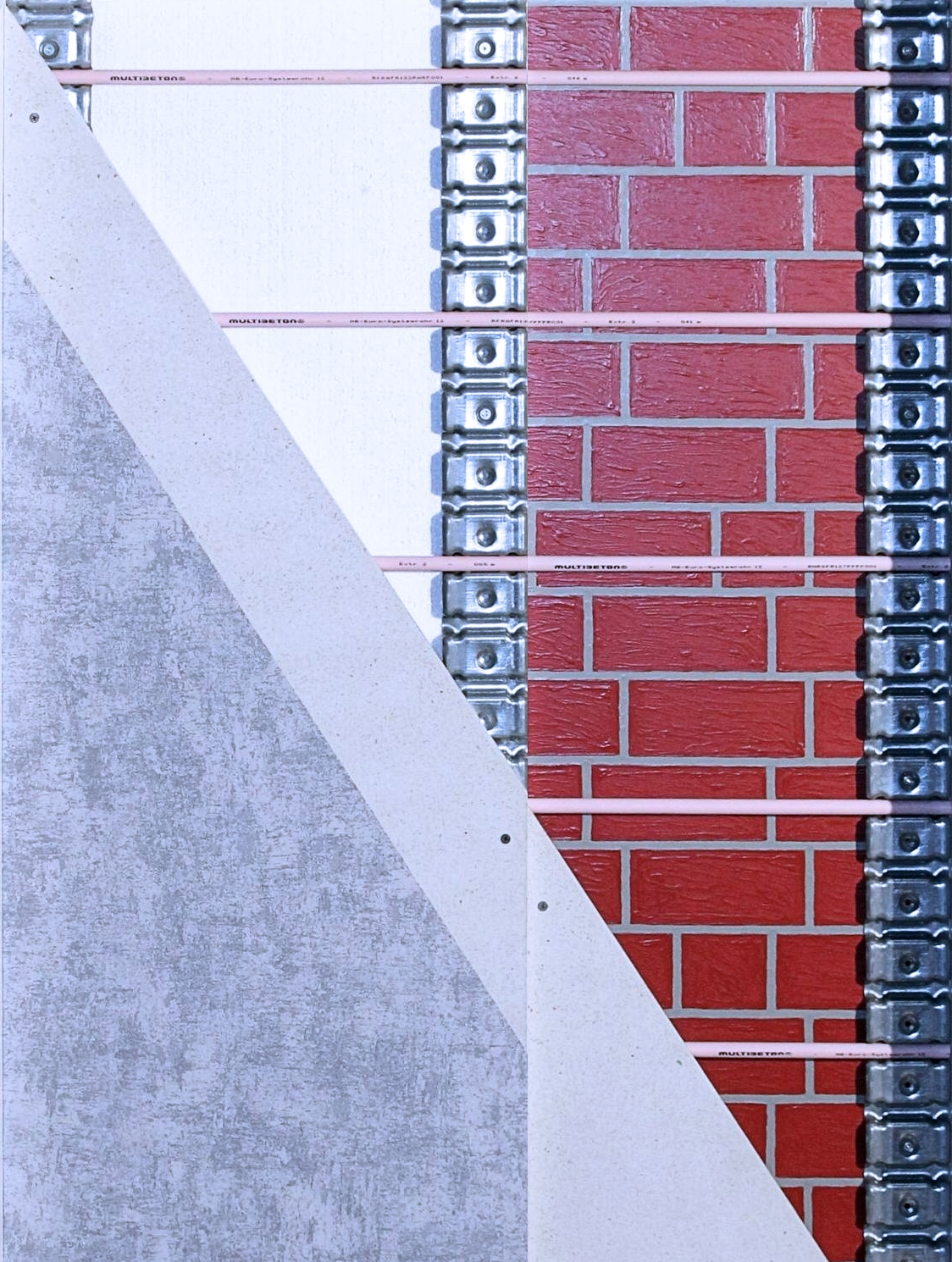
Wandheizung: Trockenbausystem Multibeton-Fertigwand

Die Wandheizung gehört zur Familie der Flächenheizungen und sorgt für die Erwärmung eines Raumes durch Heizschlangen in den Wänden.
Sie wird vorzugsweise im Niedertemperaturbereich betrieben.
Als größter Vorteil der Wandheizung wird häufig die Behaglichkeit und Wohngesundheit der direkt erwärmten Wandflächen angesehen. Gegenüber der Erwärmung der Innenräume mit Heizkörpern liegt die Temperatur der Raumluft um etwa 2 °C niedriger. Das Temperaturverhältnis liegt näher am physiologischen Optimum des menschlichen Körpers und wird als angenehm und behaglich empfunden. Zugleich verringern sich die Lüftungswärmeverluste, insbesondere bei Gebäuden ohne Lüftungsanlage mit Wärmerückgewinnung. Aufgewogen wird dieser Vorteil durch den erhöhten Wärmeverlust durch die Außenwand. Eine Wärmedämmung der Wand nach modernem Standard ist Voraussetzung für den effizienten Betrieb eines Heizsystems mit direkter Erwärmung der Außenwände.
Wie alle Flächenheizungen eignen sich Wandheizsysteme sehr gut zur Verwendung mit Wärmepumpenheizungen sowie zur Nutzung von Solarthermie zur Heizungsunterstützung.
Eine Schimmelbildung an beheizten Wandflächen ist in normal genutzten Räumen ausgeschlossen.

## Geschichte
Bereits die Römer nutzten das Prinzip der kombinierten Fußboden- und Wandheizung im Hypokaustum: Hohlräume im Fußboden bzw. in den Wänden wurden durch Abgase und/oder warme Luft beheizt. Erste Warmwasser-Wandheizungen wurden um 1910 in England ausgeführt. Die erste moderne Wandheizung mit Kunststoffrohr wurde 1971 vorgestellt, zeitgleich als Fußboden-, Wand- und Deckenheizung.

## Systeme

### Außenwand-Wandheizung/-kühlung (innenseitig)
Das System wird im Putz oder als Trockenbausystem verlegt. Massives Mauerwerk muss außen- oder innenseitig mit einer Wärmedämmung versehen werden, damit nicht zu viel Heizwärme unmittelbar durch die Wand verloren geht.
Diese Anordnung gilt als physiologisch günstig, da eine sehr gleichmäßige Temperaturverteilung im Raum erreicht wird. Sollten in der Außenwand große Fensterflächen enthalten sein, sind besondere Maßnahmen erforderlich, um zu verhindern, dass die Behaglichkeit im Raum an den kalten Fensterflächen oder der Entstehung von Luftwirbeln leidet.
Es sollte eine besonders gut dämmende Verglasung gewählt werden und die Wärmeabgabe der Wandheizung sollte sich rund um die Fenster und in der Laibung konzentrieren. Bei bis zum Boden reichenden Glasflächen sollten zusätzliche wärmeabgebende Elemente in Art einer Sockelbeheizung oder (Unterflur-)Konvektoren vorgesehen werden.

### Innenwand-Wandheizung/-kühlung
Steht an den Außenwänden keine ausreichende Fläche zur Installation der Wandheizung zur Verfügung, können hilfsweise die Innenwände beheizt werden. Dies setzt jedoch eine sehr gut gedämmte Außenwand voraus, da sich sonst Temperaturunterschiede zwischen den Wänden einstellen, die zur Ausbildung eines Luftwirbels führen können.

### Bauteilheizung
Während die Erwärmung der Wand ansonsten so nah wie möglich an der Oberfläche stattfinden sollte, um ein schnelles Aufheizen von abgekühlten Räumen zu ermöglichen, werden bei der Bauteilheizung/-kühlung Wände oder andere massive Bauteile von innen heraus beheizt und funktionieren als Wärmeenergiespeicher. Da die große Speichermasse keine schnelle Regelung ermöglicht, sollte dieses System nur bei kontinuierlich genutzten Räumen oder zur Abdeckung einer Grundlast (Temperierung) zusätzlich zu einem weiteren Heizsystem angewendet werden. Die Bauteilaktivierung wird überwiegend in großen Gebäuden oder in Kellerräumen angewendet, da gut gedämmte kleine Gebäude unter dem Einfluss von Sonneneinstrahlung schnell überhitzen, wenn das Heizsystem so träge ist, dass es nicht darauf reagieren kann.

### Ofenheizung und Hypokausten
Die relativ große erwärmte Fläche eines Kachelofens kann je nach Baugröße des Ofens einen ähnlich positiven Effekt auf das Raumklima haben wie eine Wandheizung. Der hohe Strahlungsanteil eines traditionellen Grundofens führt zur Erwärmung der umliegenden Wände, welche die Wärme dann selber wieder abstrahlen können (wenn auch nicht in gleichem Maße wie direkt beheizte Wände).
Dies gilt umso mehr für eine Hypokaustenheizung, bei der warme Luft durch Hohlräume in der Wand geführt wird, um diese zu erwärmen. Da Kachelöfen und Hypokausten jedoch häufig im Inneren des Gebäudes und nicht an der Außenwand errichtet werden, besteht wieder die Gefahr der Bildung einer Luftwalze zwischen kalter Außenwand und wärmeren Innenwänden.
Kachelöfen mit freistehendem Heizeinsatz und Öffnungen zum Austritt der im Inneren erwärmten Luft haben nicht die positiven Eigenschaften der massiv gemauerten Kachelöfen, da hier ebenso wie bei Konvektorenheizungen vornehmlich die Raumluft erwärmt wird, während die Wände eher kalt bleiben und eine Luftverwirbelung im Raum wahrscheinlich ist.

### Fußleistenheizung
Eine Fußleistenheizung durch Sockelheizleisten erzeugt warme Luft, die unmittelbar an der Außenwand aufsteigt und die Wandoberfläche erwärmt.
Da ein etwas höherer Anteil der Heizleistung zur Erwärmung der Raumluft eingesetzt wird, verringert sich der Anteil der Strahlungswärme entsprechend. Andererseits liegt die Temperatur der Wandoberfläche geringfügig niedriger, wodurch weniger Wärme durch die Außenwand verloren geht und sich das System auch für Außenwände mit etwas weniger gutem Dämmwert eignet.

## Vor- und Nachteile

### Nachteile gegenüber Fußbodenheizung
- Die Außenwandfläche ist in der Regel geringer als die Fußbodenfläche und wird durch Fensterflächen weiter eingeschränkt. Später vor der Außenwand platzierte Möbel reduzieren die Fläche, die zur Beheizung des Raumes beiträgt, noch weiter. Gleiches gilt für großformatige Bilder, Wandteppiche u. Ä.
  - Die geringere Fläche macht höhere Vorlauftemperaturen im Heizkreislauf erforderlich. Dies führt häufig zu einer verminderten Effizienz von Brennwertheizungen und Wärmepumpen.
  - Bei großen Fensterflächen in der Außenwand wird es erforderlich, zusätzlich Innenwandflächen zu beheizen. Dies kann bei kalten Außentemperaturen zu einer spürbaren Luftzirkulation von der kalten Außenwand ins Rauminnere führen, was die Behaglichkeit einschränkt.
- Falls die Wandheizung ohne dämmende Zwischenschicht in massiven Wänden installiert wird, reagiert die Heizung träge. Es dauert länger, bis sich die Räume aufheizen und bis etwa eine Reaktion auf zusätzlichen Wärmeeintrag durch Sonneneinstrahlung erfolgt.
- Durch die in der Wand verlaufenden Rohrleitungen ist das Bohren von Löchern oder das Einschlagen von Nägeln nur eingeschränkt möglich.
- Beim nachträglichen Einbau ist ein kompletter Neuverputz der betreffenden Wände nötig, was bei historischen Gebäuden mit im Sinne der Denkmalpflege erhaltenswerten Wandoberflächen (Malerei, Stuck, Holzvertäfelung …) ausscheidet.

### Vorteile gegenüber Fußbodenheizung
- Es ist nicht nötig, die Vorlauftemperatur des Heizkreises durch spezielle Regelungsvorrichtungen so zu begrenzen, dass die erzielte Oberflächentemperatur 29 °C nicht übersteigt, wie es in der DIN für Fußbodenheizungen vorgesehen ist, um Personen vor Schäden durch z. B. Venenerweiterung zu bewahren.

## Technische Ausführung

### Voraussetzungen
Außenwände müssen eine genügende Wärmedämmung aufweisen. Bei schlecht gedämmten Außenwänden sind die Transmissionswärmeverluste hoch, sodass mit hohen Energiekosten zu rechnen ist. Als Richtschnur gilt ein U-Wert (früher k-Wert) von < 0,35 W/(m²·K). Als Empfehlung für Altbauten gilt ein U-Wert von höchstens 0,45 W/(m²·K). Unter bestimmten Voraussetzungen lässt sich bei Altbauten mit Fachwerk-, Naturstein- oder Ziegelsteinwänden eine Wärmedämmung nachträglich von innen aufbringen.
Eine Anbringung der Wandheizung an Innenwänden ist energetisch vorteilhafter, aber physiologisch ungünstig.
Trennwände zwischen verschiedenen Nutzungseinheiten, die mit einer Wandheizung versehen werden, sollten einen Rλ-Wert von mindestens 0,75 (m²·K)/W besitzen.

### Energieeffizienz
Die erhöhte Wandtemperatur an Außenwänden führt zu erhöhten Energieverlusten.
Beispiel:
- Außentemperatur: 0 °C
- Innenwandtemperatur ohne Wandheizung: 20 °C
- Innenwandtemperatur mit Wandheizung: 30 °C

Da der Wärmeabfluss direkt vom Temperaturunterschied zwischen außen und innen abhängt, wird der Wärmeverlust für die Alternative mit Wandheizung regelmäßig höher sein. Andererseits verringert eine Wandheizung den Feuchtegehalt der Wand und verbessert hierdurch deren Wärmedämmwert (U-Wert). Dies reicht jedoch nicht aus, den erhöhten Wärmeverlust vollständig auszugleichen.
Kommt eine zusätzliche Fassadendämmung nicht in Betracht, können vor der Installation der Wandheizung Innen-Dämmplatten aus Holzfasern, Kork, Zellulose, Calciumsilikat oder anderen Materialien, die zu einer kapillaren Ableitung des im Winter entstehenden Tauwassers fähig sind, auf die Wandoberfläche aufgebracht werden.

### Planung

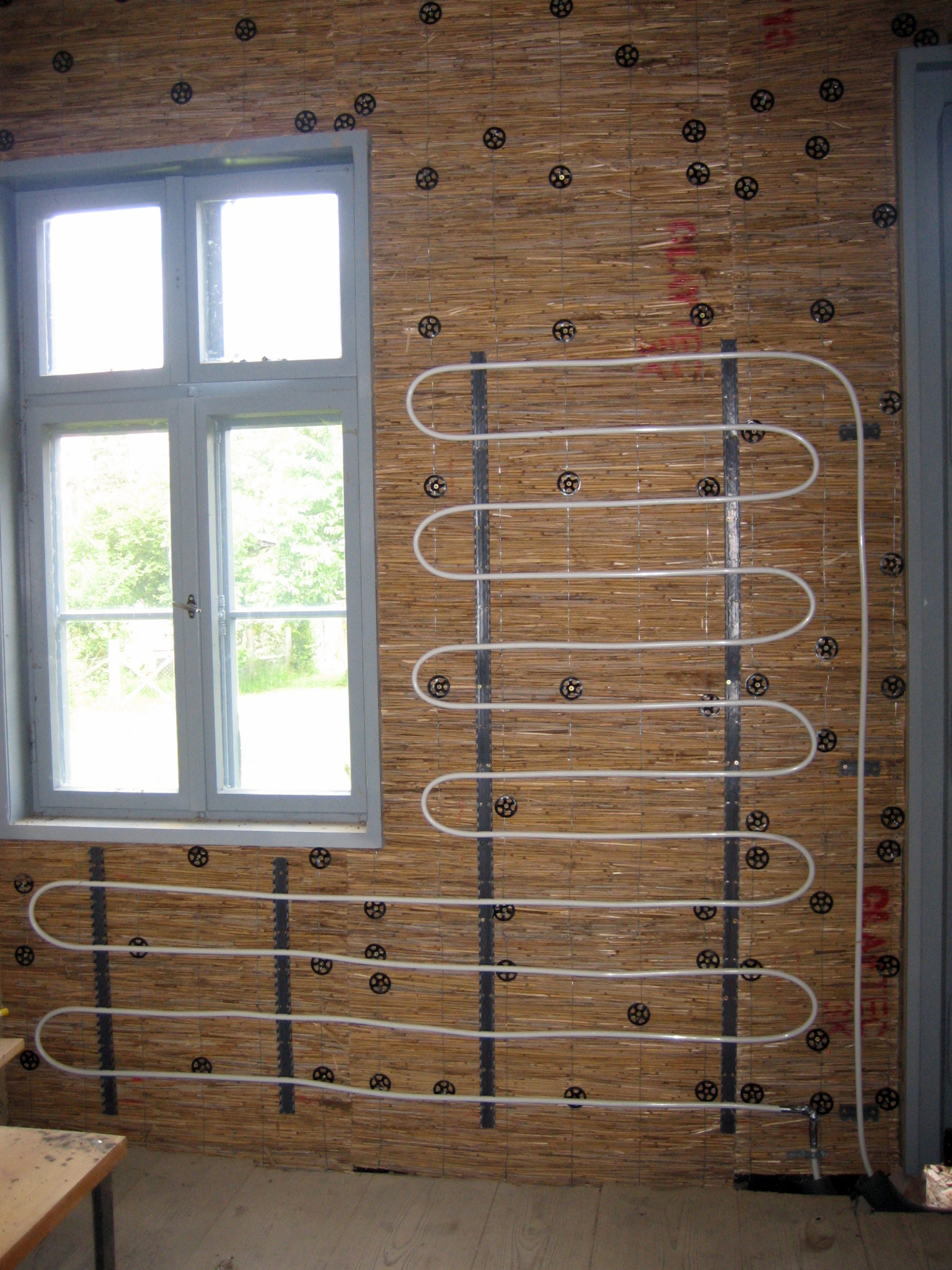
Wandheizung an einer Außenwand

Wandheizungen werden entsprechend der Heizwärmebedarfsberechnung ausgelegt. Allgemein geht man dabei von folgenden Annahmen aus:
- Raumtemperatur 20 °C für normale Räume und 22 °C bis 24 °C für Badezimmer.
- Die Oberflächentemperatur der Wände sollte 40 °C möglichst nicht überschreiten, da sich sonst das Temperaturgefälle zu Innenwänden und Fensterflächen unter Umständen unangenehm bemerkbar macht.
- Die anzunehmende tiefste Lufttemperatur hängt vom jeweiligen Standort ab, z. B. Berlin −14 °C.
- Bei Warmwasserheizungen liegt die Vorlauftemperatur bei Einsatz einer Wärmepumpe vorzugsweise bei 35 °C, bei sonstigen Heizquellen bei 40 °C bis 45 °C. Die Rücklauftemperatur liegt dann in der Regel etwa 5 °C niedriger. Wenn nur wenig Wandfläche zur Installation der Wandheizung zur Verfügung steht, sind auch höhere Temperaturen denkbar. Bei Vorlauftemperaturen von über 60 °C besteht jedoch kein Vorteil mehr gegenüber einfacher zu installierenden, weniger trägen und effektiveren Heizsystemen wie Fußleistenheizungen. Die vom Fußleistensystem konvektiv erwärmte Luft steigt bei entsprechend hoher Vorlauftemperatur aufgrund des Coanda-Effekts unmittelbar an der Wand entlang auf und erwärmt die Wandoberfläche auf die gleiche Weise wie ein in die Wand eingelassenes System.

Die Abdeckung von Heizflächen durch Möbel, Vorhänge oder textile Wandbehänge macht das System träge (wie z. B. Teppich auf Fußbodenheizung) und auch ineffizient, sofern es sich um eine Außenwand handelt.
Die notwendigen Stellflächen für Einrichtungsgegenstände sind daher bei der Anordnung der beheizten Wandflächen zu berücksichtigen.
Die Lage der Heizschleifen sollte nachvollziehbar sein und dokumentiert werden (Foto mit Metermaß), um eine spätere Beschädigung durch Einschlagen von Nägeln oder Bohrungen zu vermeiden. Zur nachträglichen Feststellung des Verlaufs können Suchgeräte eingesetzt werden, die Metall, Wasseradern oder andere in der Wand verbaute Materialien detektieren. Während der Heizsaison eignen sich auch Wärmebildkameras und temperaturempfindliche Folien zur Anzeige der Wärmequellen.

### Heizleistung
Werden Mehrschichtverbundrohre von 16 mm Durchmesser im Abstand von 10 cm verlegt und in eine 30 bis 35 mm starke Putzlage eingebettet, liegt die Heizleistung bei etwa 85 W/m², wenn die Vorlauftemperatur 35 °C beträgt. 1 m² dieses Systems enthält ca. 1 Liter Wasser.
Zur Begrenzung der Oberflächentemperatur der Wand kann die Heizgrenzkurve ermittelt werden:
Wärmeübergangskoeffizient 8 W/(m²·K) × max. Wandübertemperatur bei 40 °C physikalischer Grenztemperatur
Bei einer Wandheizung liegt die Heizgrenzkurve bei ca. 160 W/m². 
Beispiel einer Auslegungswärmestromdichte
Ein Wärmeübergangskoeffizient von 8 W/(m²·K) und eine Wandübertemperatur von ca. 8 K bei 35 °C Vorlauftemperatur und 20 °C Raumtemperatur bei einem im Wandputze eingebetteten System ergibt eine Wärmestromdichte von ca. 66 W/m².

### Installation der Wandheizung
Die Erwärmung der Wand erfolgt in der Regel durch dicht unter der Wandoberfläche verlaufende Rohrleitungen oder elektrische Heizelemente.
Überwiegend werden Rohre oder elektrische Heizleitungen auf der Rohbauwand bzw. der Dämmschicht befestigt und eingeputzt. Zur Beschleunigung der Verlegung auf größeren Flächen können stattdessen vorgefertigte Heizregister, Kapillar- oder elektrische Heizmatten verwendet werden.
Die Dicke der Putzüberdeckung über Rohrscheitel beträgt in der Regel 1 cm. Bei Verwendung von geeignetem Werktrockenmörtel können auch 5 mm ausreichen.
Vermehrt werden auch vorgefertigte, selbsttragende Heizelemente in der Art von Trockenbauplatten angeboten, die an die vorhandene Wand oder an eine eigenständige Unterkonstruktion geschraubt werden.
Als Putze eignen sich insbesondere flexible Kalk-, Gips- und Lehmputze. Putze mit größeren Anteilen von hydraulischen Bindemitteln wie Zement oder Silikat sind häufig zu starr und unflexibel und können durch die Wärmeausdehnung reißen oder sich flächig von der Wand lösen. In die letzte Putzlage sollte ein Armierungsgewebe aus Glasfaser oder Jute eingearbeitet werden. Die Putzstärke beträgt bei Verwendung von traditionellen Putzmörteln meist insgesamt 30 bis 35 mm.
Die Verkleidung der beheizten Flächen mit Naturstein, Fliesen oder harten Bekleidungen ist in der Regel problemlos möglich. Wenn die Gefahr einer späteren Durchfeuchtung der Wand besteht, sollte auf die Verwendung von Lehm- und Gipsputz verzichtet werden. Da wasser- und dampfdichte Wandbekleidungen die zügige Austrocknung der Wand behindern, würden diese Putze erweichen.
Bei der Verlegung von Rohrleitungen aus Kupfer oder Stahl sollte eine der folgenden Maßnahmen getroffen werden, um zu vermeiden, dass starre Wandbeläge durch die bei Erwärmung entstehenden Spannungen geschädigt werden:
- Die Wandtemperatur wird durch thermische Regulierventile, Rücklauftemperaturbegrenzer, einen Mischerkreislauf oder andere Sicherheitseinrichtungen auf eine unschädliche Höhe begrenzt.
- Vor dem endgültigen Abbinden des Putzes wird das Rohrsystem einmal auf die höchste beim späteren Betrieb mögliche Temperatur erhitzt. Die Rohre dehnen sich dabei aus und schaffen sich den bei Erwärmung nötigen Platz durch lokale Verdrängung des Putzes. Hierbei ist zu berücksichtigen, ob der Abbindevorgang des verwendeten Putz durch die Erwärmung gestört wird. Zudem sollte der Putz feucht gehalten werden, um ein verfrühtes Abbinden zu vermeiden.
- Bei jeder Richtungsänderung wird die freie Ausdehnung der verlegten Rohre durch die Beilage eines flexiblen, weichen Materials ermöglicht. Dies wird u. a. auch bei Kupfer-Verbundrohr ab einer geraden Leitungslänge von 5 Metern empfohlen.[7]
- Die Rohre werden in einen weich abbindenden Mörtel eingebettet, der die darauf folgenden Schichten von der Ausdehnung der Rohre entkoppelt. Der Mörtel, in dem der Wandbelag verlegt wird, sollte dann durch eine Gewebeeinlage oder Streckmetall armiert werden.

Die Angaben zur maximalen Vorlauftemperatur, welche das Wandheizsystem schadlos übersteht, variieren stark. Gelegentlich werden 80 °C angegeben. Bei Verwendung von Lehmputz und temporärer Beheizung des Systems beim Trocknen des Putzes sind auch 95 °C möglich.

#### Warmwasserheizung
Wandheizungen sind eine Weiterentwicklung der Fußbodenheizung, wobei der Estrich durch eine dicke Putzschicht ersetzt wird. Auf einer Wand werden Rohre oder auch Kapillarrohrmatten aufgebracht. Nach der Rohranordnung unterscheidet man Registersysteme, bei denen zwischen Vorlauf- und Rücklaufrohr Registerrohre angebracht sind – ihr Vorteil ist z. B. ihre kurze Ansprechzeit – sowie Endlosrohrsysteme, wie in der Fußbodenheiztechnik üblich, die eher kostengünstig sind. Dabei sollten Vorlauf und Rücklauf möglichst parallel geführt werden, weil dann wärmeres und kälteres Wasser dicht nebeneinander fließen und sich die durchschnittliche Temperatur des Wassers somit gleichmäßig auf die gesamte Fläche der Wand verteilt. Das Wasser wird durch eine Umwälzpumpe transportiert. Als Rohrmaterial dienen Kupfer oder Metallverbund – gängig sind 12 bis 16 mm Durchmesser – oder Kunststoff. Für Registersysteme sind auch kleinere Rohrdurchmesser möglich bzw. üblich. Es werden vormontierte oder standardisierte Elemente angeboten, die nur noch an der Wand befestigt und miteinander verbunden werden müssen. Der Abstand der Rohre liegt zwischen 5 und 20 cm. Wandheizungen werden in Innen- und Außenwände integriert. Dies geschieht als
- Nasssystem

- bauseits durch Einputzen (auch nachträglich)
- Verlegung in Schienen, die auf der Wand befestigt werden

- Trockensystem[9]

- durch Aufbringen von Verlegeplatten (Wandheizung im Trockenbau)
- aus Polystyrol-Hartschaum mit Wärmeleitlamellen, integriertem Kunststoffrohr und einer Abdeckung mit Gipskarton
- Lehmbauplatten oder Trockenbauplatten mit integriertem Rohrsystem
- Verlegung in Schienen, die auf der Wand befestigt werden, unter Trockenbauplatten

- im Fertighausbau schon ab Werk.

Das System wird im Putz oder als Trockenbausystem verlegt und gestattet beliebige, im Heizbetrieb auch hohe Betriebstemperaturen. Bei Gipsputzen wird empfohlen, Vorlauftemperaturen von 50 °C nicht zu überschreiten.

#### Elektroheizung
Zur elektrischen Wandheizung wird eine dünne Heizmatte auf die Wand aufgebracht bzw. eingeputzt, durch die dann elektrischer Strom geleitet wird, der den Leiter erwärmt. Dazu sind Matten unterschiedlicher Größe und Heizleistung im Handel.

### Hohlräume

#### Luft
Nach dem Prinzip des römischen Hypokaustum wird erwärmte Luft durch Hohlräume in der Wand geleitet. Die eingeschlossene Luft wird unten erwärmt, steigt auf und gibt dabei ihre Wärme an die Wand ab, um dann wieder abzusinken und erneut erwärmt zu werden – eine Art Kreislauf (kann auch durch Ventilatoren unterstützt werden).

#### Abgase
Hinter der zu beheizenden Wand verlaufen meist liegende Züge eines Kachelofens. Dieser kann außerhalb beheizt werden, um Staub und Asche fernzuhalten – oder ist auch in den Raum integriert.

### Rohrsysteme
Die Verlegung von Wandschleifen aus sauerstoffdichtem Kunststoffrohr ist in jeder Hinsicht unproblematisch. Zu achten ist auf die Wärmebeständigkeit des Rohres, wenn Teile der Heizungsanlage mit einer höheren Temperatur gefahren werden, da bei einer Störung des Mischventils auch die Wandheizung mit der höheren Temperatur belastet werden kann. Für den Fall, dass das Rohr durch einen Nagel o. Ä. penetriert wird, sollten Rohrverbinder oder Reparaturmuffen in den entsprechenden Größen bereitgehalten werden. Die Position von reinen Kunststoffrohren kann nicht mit üblichen Leitungssuchgeräten festgestellt werden. Wenn die Heizung in Betrieb ist, kann die Ortung der Rohre mit wärmesensitiver Folie erfolgen. Das Rohr selber wird in der Regel durch ein Einfrieren der Rohre beim Ausfall der Heizungsanlage nicht geschädigt. Aufgrund der Elastizität des Rohres führen Temperaturschwankungen nicht zu nennenswerten Spannungen im Material. Die Lebensdauer der Rohre hängt deutlich von der Qualität des verwendeten Materials ab.
Die Kunststoffrohre werden üblicherweise durchgehend in einer Länge von einem zentralen Verteilerkasten aus verlegt, sodass keine Zwischenverbinder auf der Wandfläche platziert werden müssen, welche eine größere Putzstärke oder eine Aussparung in der Wandoberfläche erfordern würden.

Soll die Heizungsanlage durch solar gewonnene Wärme unterstützt werden, können durch die Verwendung von Systemen mit geringem Rohrabstand oder Kapillarmatten die Vorlauftemperaturen noch weiter reduziert werden, was eine bessere Ausnutzung der Sonnenwärme ermöglicht. Falls das Material nicht sauerstoffdicht ist (wie z. B. Polypropylen), muss eine Trennung des Heiz- vom Kesselkreislauf erfolgen und es dürfen keine Bauteile aus Messing im Heizkreislauf enthalten sein. Die übliche Höchstlänge des einzelnen Heizkreislaufs beträgt bei einem 16-mm-Mehrschichtverbundrohr 80 m.
Die Verlegung von Kupferrohr ist deutlich aufwändiger, da das Rohr nicht ohne Hilfsmittel gebogen werden kann und deutlich mehr Press- oder Lötverbindungen erforderlich werden. Durch die Verwendung vorgefertigter Rohrregister kann die Montage vereinfacht werden. Nach den Verlegerichtlinien sind Rohrverbindungen mit Lötfittingen hartzulöten, wenn diese eingeputzt oder im Estrich vergossen werden, um eine erhöhte Zugfestigkeit zu erreichen.
Bei Einbettung in Lehmputz oder nicht-hydraulischen Kalkputz werden die Heizschleifen jedoch regelmäßig weichgelötet, da diese Putze nachgiebig genug sind, um die Wärmedehnung der Rohre zu erlauben.
Bei Verwendung druckfesterer Putze lässt sich das Risiko undichter Rohrverbindungen sowie von Putzrissen erheblich verringern, wenn der Heizkreislauf nach dem Verputzen aufgeheizt wird, so dass sich die Rohre Platz zum Ausdehnen schaffen können, während der Putz noch weich ist.
Lehmputz kann auf diese Weise trockengeheizt werden. Luftkalkputze hingegen müssen wenigstens über eine Woche, besser über mehrere Wochen feucht gehalten werden.
Ist das Aufheizen des Heizkreislaufs nicht möglich, sollte das Einputzen bei einer Temperatur geschehen, die etwa dem Mittelwert zwischen der tiefsten Raumtemperatur und der höchsten zu erwartenden Vorlauftemperatur entspricht. Liegt beispielsweise erstere bei 0 °C und letztere bei 60 °C, so sollte der Raum bis zum Ansteifen des Putzes auf 30 °C geheizt werden.
Kupferrohr sollte in Wänden aus alkalischen Baustoffen (Zement- und Kalkputz) mit Schutzmantel verlegt werden, wenn damit zu rechnen ist, dass der Wandaufbau häufiger durch die Einwirkung von Schlagregen, aufsteigender Bodenfeuchtigkeit oder Spritzwasser durchfeuchtet wird. Während des Heizbetriebs ist in der Regel keine Durchfeuchtung zu erwarten. Kleine Löcher in Kupferrohr lassen sich einfach durch das Auflöten eines Stücks Kupferblech reparieren, welches z. B. aus einem Rohrstück der nächstgrößeren Nennweite geschnitten wurde. Kupferrohr wird durch das Gefrieren des enthaltenen Wassers in der Regel nicht zerstört, jedoch können Lötverbindungen undicht und auseinandergedrückt werden. Kleinere Undichtigkeiten lassen sich in der Regel problemlos mit einem handelsüblichen Dichtmittel für Heizungsanlagen beseitigen.
Bei der Installation des Rohrsystems ist darauf zu achten, dass Lötverbindungen durch Längenänderungen des Rohres bei Temperaturschwankungen des Heizmittels nicht übermäßig belastet werden, indem die Länge der geraden Leitungsstücke begrenzt oder das Rohr bei Richtungsänderungen in einem gewissen Bereich mit elastischem Material umgeben wird. Die thermische Belastung der Rohrverbindungen kann auch durch den Einbau eines kleinen Pufferspeichers oder durch einen separaten Kesselkreislauf, der mittels hydraulischer Weiche und einer zweiten Pumpe vom Heizkreislauf entkoppelt wird, verringert werden.
Die Muffen von Pressfittingen haben im Gegensatz zu Lötfittingen einen äußeren Wulst, der bewirkt, dass die Rohre in der Nähe der Fittinge nicht ganz an der Wand anliegen. Die praktischen Erfahrungen sind noch begrenzt, doch ist zu erwarten, dass gepresste Verbindungen möglicherweise weniger empfindlich auf Wärmespannungen und das Einfrieren des Rohrsystems reagieren als Lötverbindungen. Unklar ist noch, ob die in die Pressfittinge eingelegten O-Ringe die gleiche Lebenserwartung erlauben, wie klassische Rohrverbindungen, die im Heizkreislauf ebenso alt werden können, wie das Gebäude selber.

## Behaglichkeit
Durch Wandheizungen entsteht ein angenehmes Raumklima und geringe Staubverwirbelung. Energieeinsparungen sind durch subjektiv empfundenes Wärmegefühl bei objektiv etwas niedrigeren Raumtemperaturen und durch geringere Vorlauftemperatur möglich. Bei einer Oberflächentemperatur der Wand von 24 bis 29 °C wird die Wärme als angenehm empfunden.
Generell gilt: Je geringer die Differenz zwischen der durchschnittlichen Raumtemperatur und der Oberflächentemperatur einer nichtbeheizten Außenwand, desto behaglicher fühlt man sich in diesem Raum; es gibt keine als unangenehm empfundenen kalten Wände.

## Normen und Richtlinien
- DIN EN 12 64: Raumflächenintegrierte Heiz- und Kühlsysteme mit Wasserdurchströmung
- DIN EN 12 831: Heizungsanlagen in Gebäuden – Verfahren zur Berechnung der Norm-Heizlast
- DIN EN 12 828: Heizungssysteme in Gebäuden – Planung von Warmwasser-Heizungsanlagen
- DIN EN 18 380 VOB Teil C: Heizanlagen und zentrale Wassererwärmungsanlagen
- DIN 4103-4: Nichttragende innere Trennwände; Unterkonstruktion in Holzbauart
- Richtlinien des BVF (Bundesverband Flächenheizungen e. V.)

- Richtlinie zur Herstellung beheizter Wandkonstruktionen im Wohnungs-, Gewerbe- und Industriebau
- Richtlinie für die Installation von Flächenheizungen bei der Modernisierung von bestehenden Gebäuden

- Lehmbauregeln des Dachverbands Lehm e. V., Weimar